# Инженерный арсенал (Динабургская крепость)

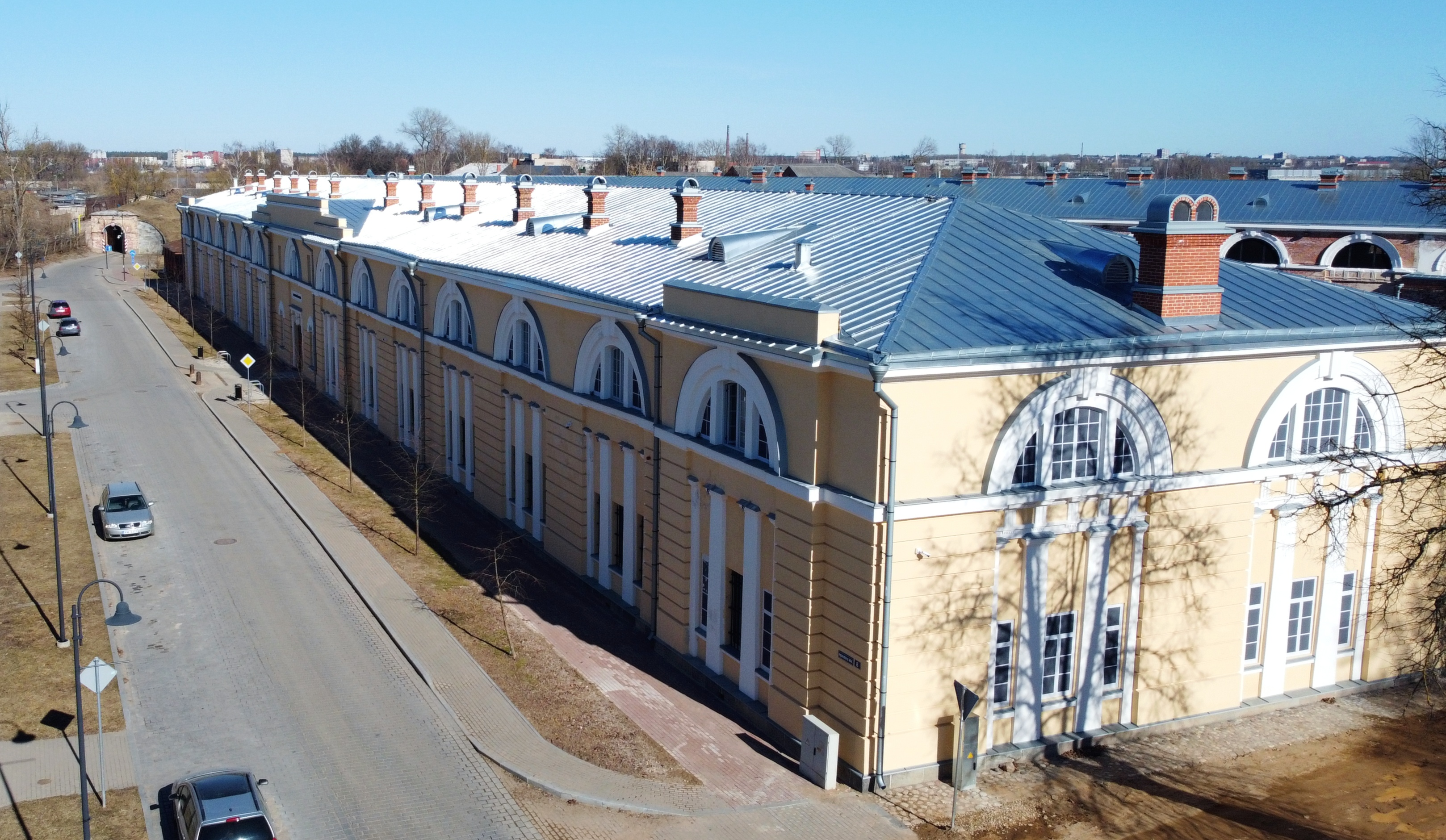
Вид на Инженерный арсенал с пересечения улиц Императорской и Константиновской, в глубине с Александровской (2022)

Инженерный арсенал (в прошлом Инженерный Департамент) — здание в Даугавпилсской (Динабургской) крепости (Латвия), памятник архитектуры государственного значения. Комплекс частично реставрирован и законсервирован в 2019-2022 годах. В западном крыле здания 5 мая 2023 года состоялось открытие Центра техники и индустриального дизайна. 

## Описание
Занимает треугольный квартал в периметре улиц Александровской, Императорской, Константиновской. Расположен справа от Александровских ворот. Главный фасад выходит на Императорскую улицу. Двор здания с каменным забором выходит на Иезуитский коллегиум. Адрес: улица Императора, 8.

## История

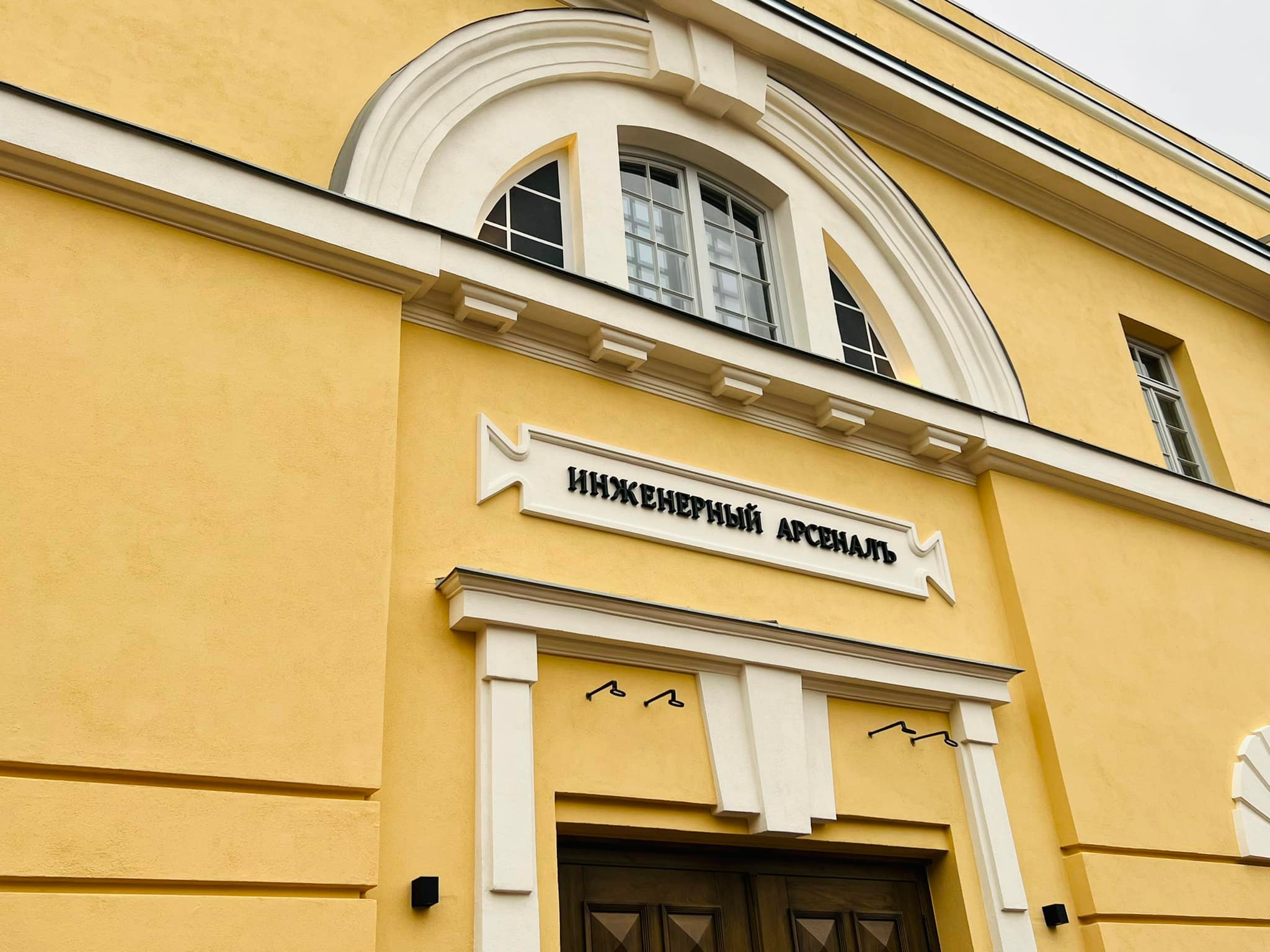
Главные ворота Инженерного арсенала (восстановлены в изначальном виде) с 4 держателями для флагов

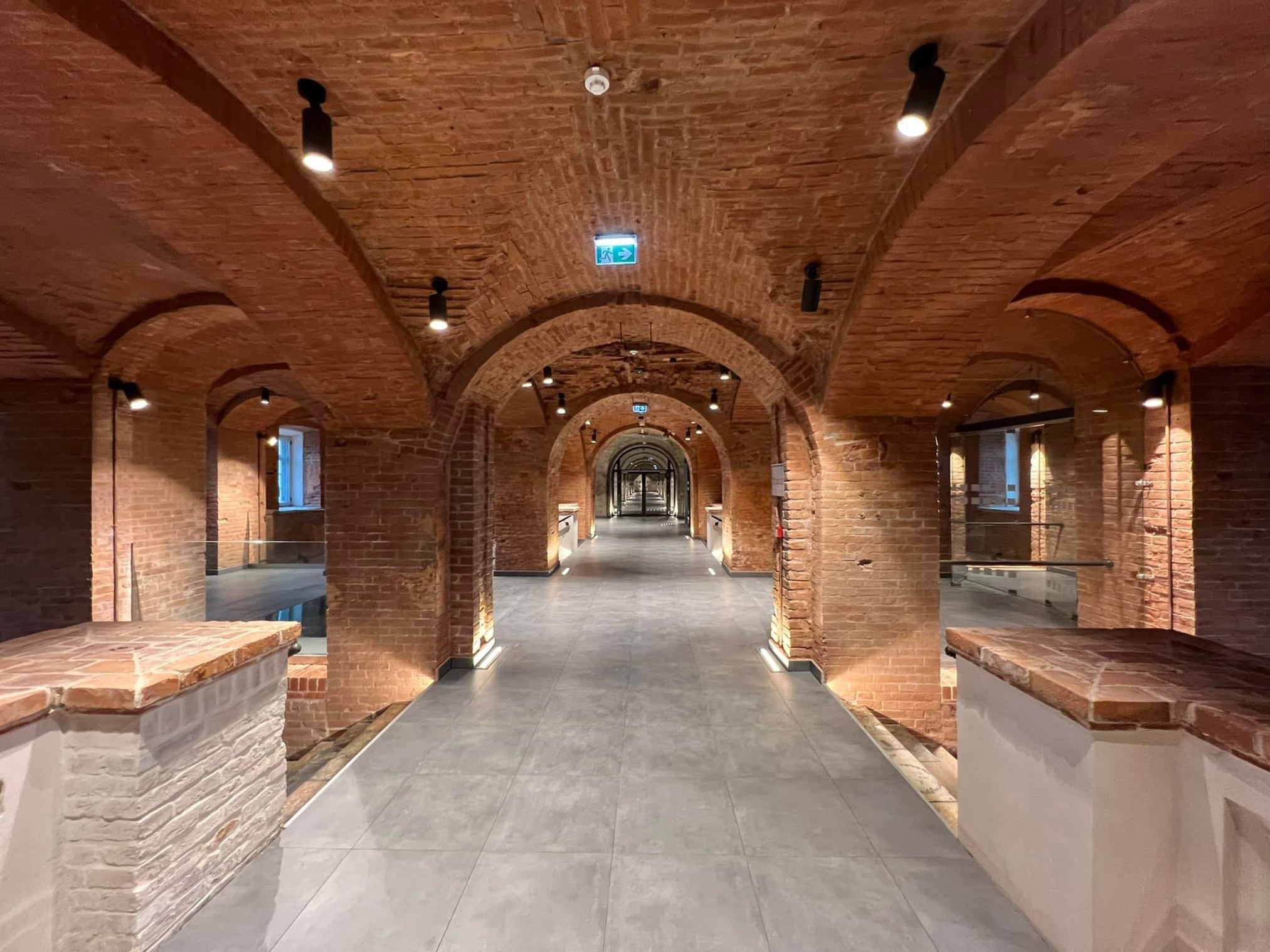
Внутренняя галерея Инженерного арсенала после реставрации, второй этаж

Здание сооружено в 1840-1844 годах. Обеспечивало инженерные роты, их ремонтная база и хранение техники. Находился чертёжный отдел, создававший чертежи зданий и сооружений крепости.
Во время военного училища, с 1948 по 1993 год в восточном крыле комплекса размещались производственные мастерские (западное крыло не использовалось и приходило в негодность). С 1994 года, по выходу военного училища, объект пустовал и разрушался.
С 2015 года проводилось историко-архитектурное исследование здания для создания проекта реставрации. Проблема разрушенной крыши вела к разрушению всего здания, в планах было поменять крышу здания. После начала реставрационных работ с ноября 2019 года, снята старая крыша и построена новая с жестяными листами кровли.
Изначально, до реставрации здания, его планировали приспособить как филиал рижского Мотор-музея. Позднее город принял решение о создании своего собственного заведения - Центра техники и индустриального дизайна. 

## Реставрация
В 2018 году был подготовлен проект реставрации.
В 2019 году 10 сентября в Думе подписан договор  с 1 октября планировали начать реставрацию арсенала, но не начали вовремя. Страхование работ, 21 ноября 2019 года прошло первое рабочее собрание, определено - здание приведут в порядок в пять этапов. Срок исполнения 20 месяцев с начала работ.
1 июня 2020 года отмечен праздник стропил.
В июне 2020 года на дворе арсенала найден фундамент пристройки 1870-х годов/котельная для паровых котлов, паровой котел, будет экспонатом музея. Временно со двора котел перемещен под крышу здания. Фотография этого здания 40-50 годы,стены были и окна, но без крыши, приводилась в Фейсбуке.
В октябре 2021 года почти завершён  внутренний двор.
Ноябрь 2021 года - окончание строительных работ к 1 декабря.
17 февраля 2022 года здание принято в эксплуатацию. 

### Награды
Здание, как и Пороховой погреб (Динабургская крепость)/Дом Мартинсонса, стало обладателем Премии года в архитектуре Латвийской Республики за 2022 год.
7 марта 2023 года Инженерному арсеналу вручили Награду года в строительстве-2022.
30 ноября 2023 в Балви удостоен награды года в области туризма Латгалии
.

## Создание Центра техники и индустриального дизайна
29 декабря 2020 года на заседании Даугавпилсской думы в должности директора Центра техники и индустриального дизайна утвержден Райтис Кикуст. В марте 2022 года проводился набор первых сотрудников - кураторов выставок и другого персонала согласно конкурсного положения.В августе 2022 года объявлены вакансии на 8 рабочих мест для заполнения штата сотрудников.
18 марта 2021 года в заседании Комитета по развитию Даугавпилсской думы директор Центра Р. Кикуст представил концепцию создания "Инженерного арсенала". Открытие нового культурного объекта запланировано на конце лета-осень 2022 года.
9 сентября 2021 года в Арсенал перевезен первый экспонат - городской трамвай РВЗ №60, после реставрации в ДС. Судьба другого вагона № 114 зависла в неопределенности.
5 октября 2021 года на заседании городской думы поддержано решение о взятии кредита на проект создания Музея техники в сумме 213 327 евро.
7 мая 2022 года на дворе арсенала  был намечен сбор байкеров, 12.00 по открытии мотосезона 2022 в городе. Состоялся, было 371 мотосредство, колонна при старте ехала 8 минут.
14 мая 2022 года арсенал  участвовал в первой для него Ночи музеев, публику пустили на двор и часть 1 и 2 этажей на участке межэтажных лестниц западного крыла. 
4 июня 2022 года на дворе арсенала с 12.00 до 19.00 прошла выставка эксклюзивных/уникальных автомобилей, участвовали местные городские клубы и другие клубы 2 ЛР. 
9 июля 2022 года на дворе арсенала прошёл концерт группы Bermudu Divstūris .
24 сентября 2022 состоялся вечер закрытия автосезона на дворе Инженерного арсенала.
9 и 10 ноября 2022 года на дворе арсенала была показана техника Земессардзе.
3 ноября 2022 в арсенал для экспонирования перевезен Chrysler De Soto (1931), ране стоял в ТЦ Диттон.
23 марта 2023 года на заседании самоуправления утверждены расценки на услуги Центра, вступили в действие с 1 апреля 2023.
Официальное открытие Центра Техники и индустриального дизайна состоялось 5 и 6 мая 2023 года. Суммарная стоимость всех экспонатов заведения (предоставленных, в основном, частными коллекционерами), превышает 1 млн. евро.
За три месяца (май-июль 2023) с открытия Инженерный арсенал посетили более 18 тысяч человек.
2 ноября 2023 в центр прибыл Mercedes-Benz 540K из Эстонии будет в экспозиции по апрель 2024 года.
- В декабре 2023 в центр привезли еще один Мерседес-Бенц 540К, 1937 год, черный цвет, первый - красный.

2 декабря 2023  на дворе арсенала открылась резиденция Деда Мороза, по 8 января 2024.
- Итоги Арсенала за 2023 год[37].

2 апреля 2024 года в стенах Инженерного арсенала прошла церемония подписания договора о сотрудничестве Даугавпилса и Латвийской ассоциацией замков и поместий Латвии, подписями мэра/бургомистра и председателя Ассоциации скреплён сей договор, срок действия 5 лет.
5 мая 2024 состоялось празднование первой годовщины музея Инженернаго арсенала, открыт в 2023 году. Опубликована программа празднования 1 годовщины открытия ( 15.00-22.00). 
27 июля 2024 в арсенал приехали владельцы старых авто, клуб VW Beetle, на своих машинах.
10 мая 2025 арсенал отметил вторую годовщину рождения.

## Будущее
После открытия Центра техники перед проектировщиками городского муниципалитета оказалась/встала задача по реставрации восточного крыла Инженерного арсенала, которое на момент весны-лета 2023 года было законсервировано. В планах городской думы - ремонт объекта для расширения экспозиции центра.

## Галерея

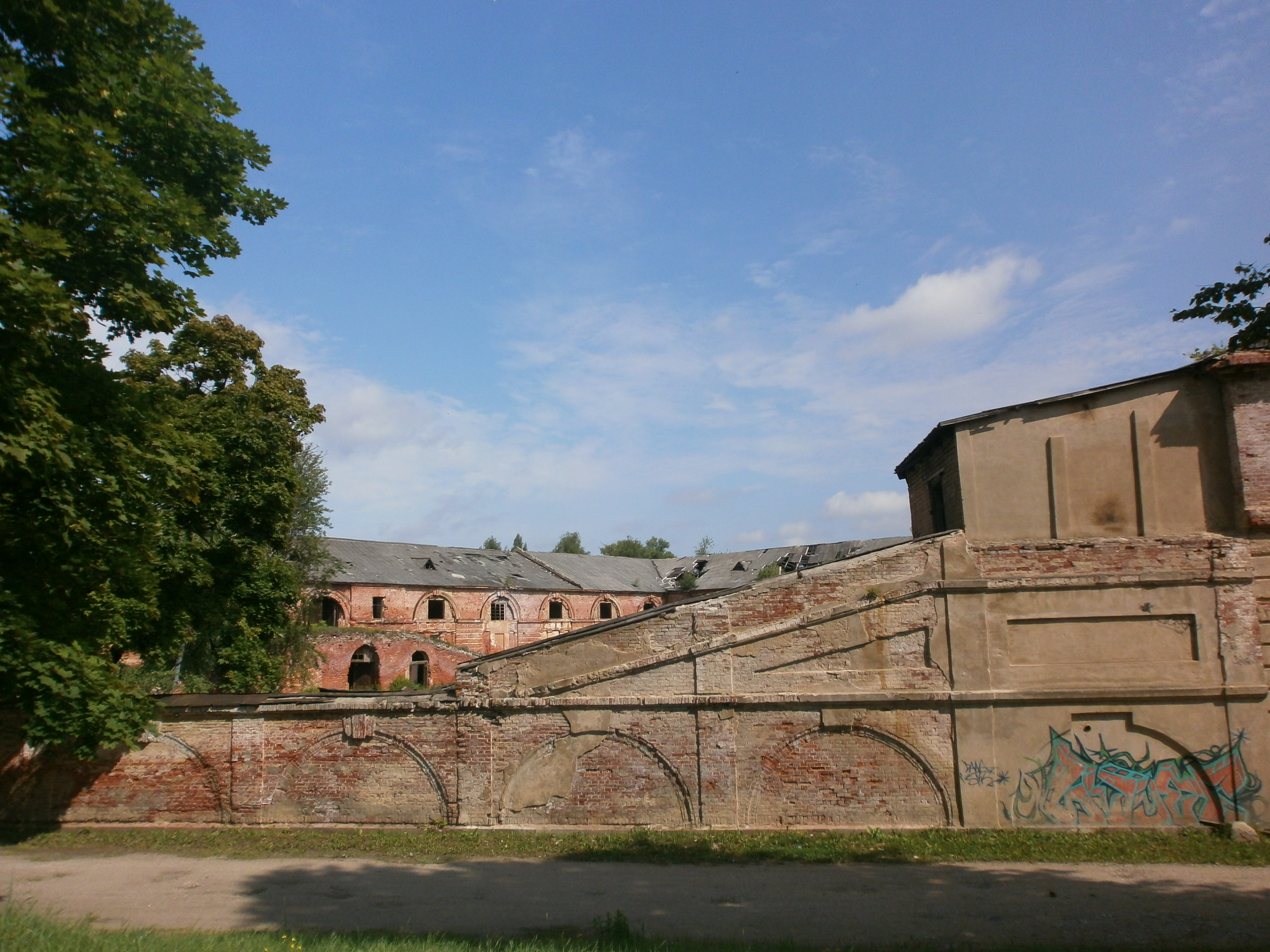
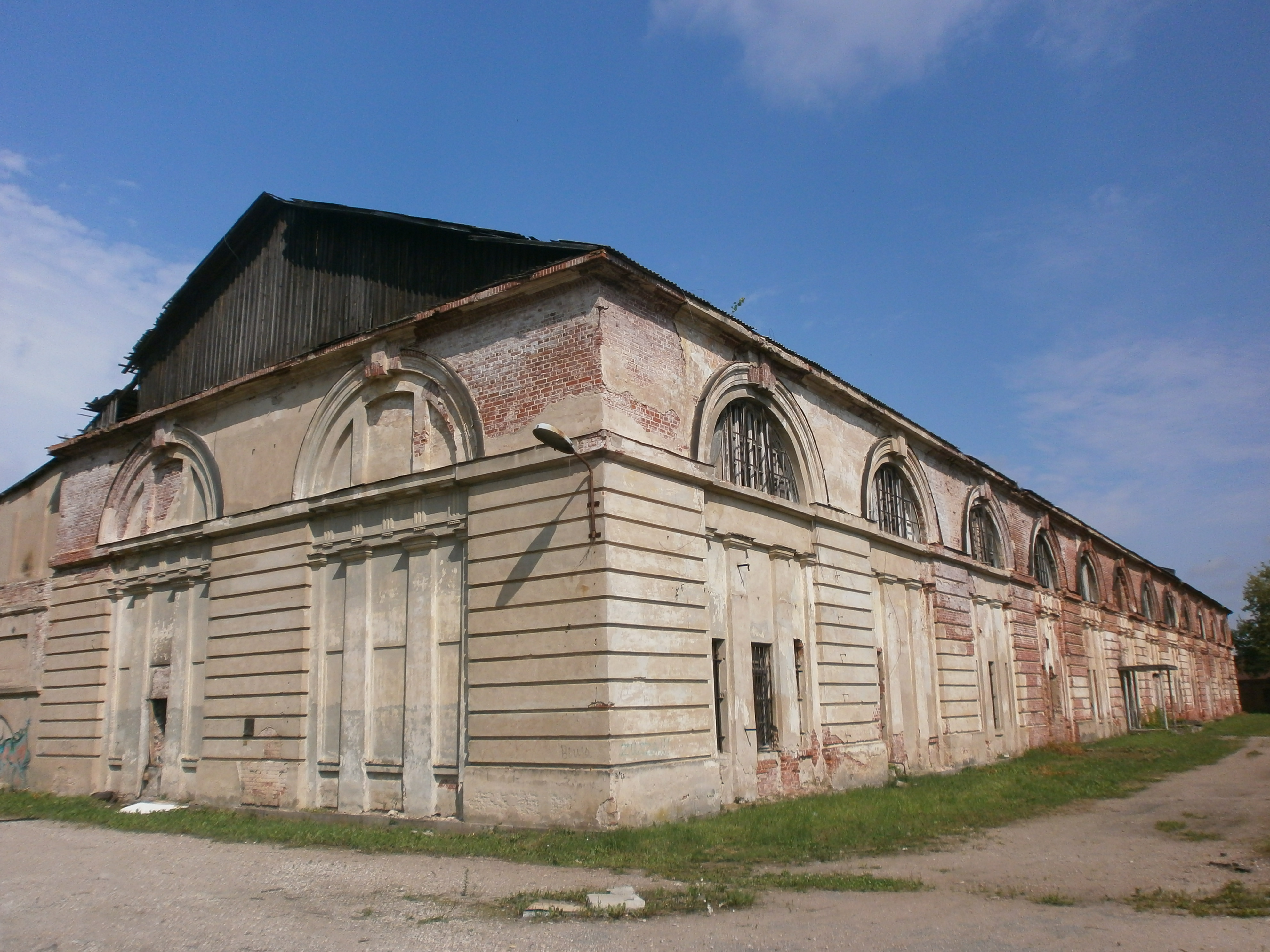
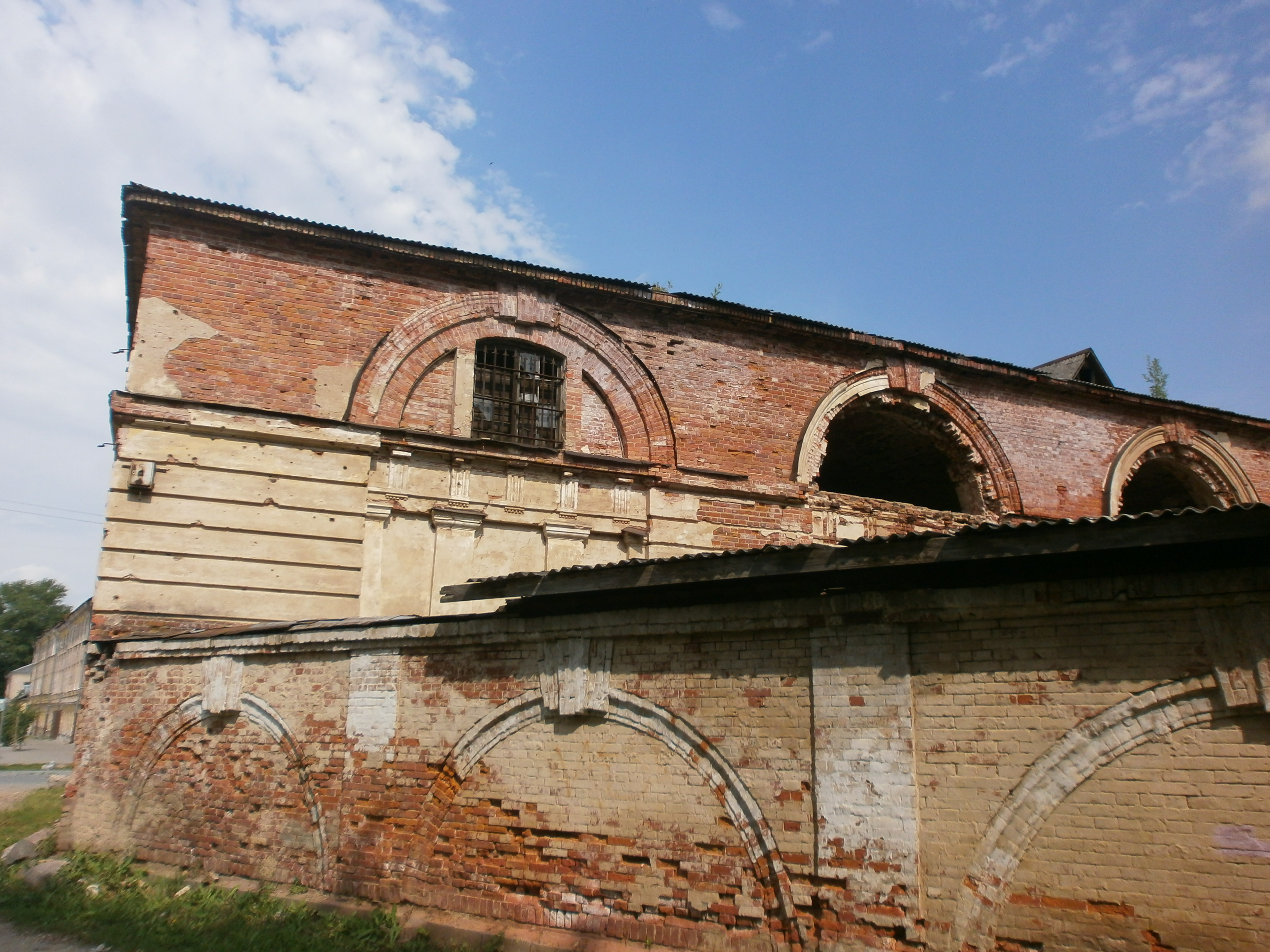
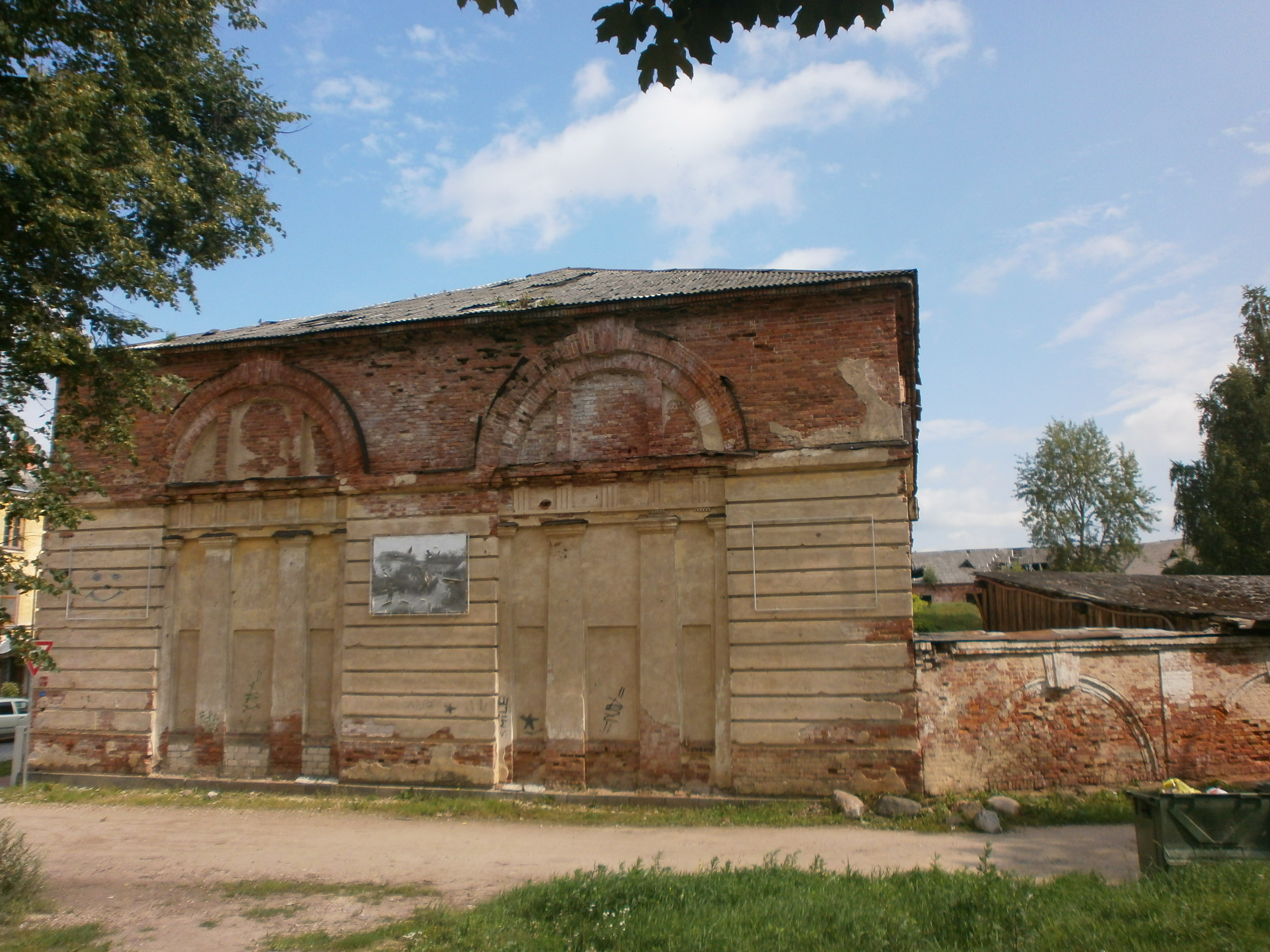

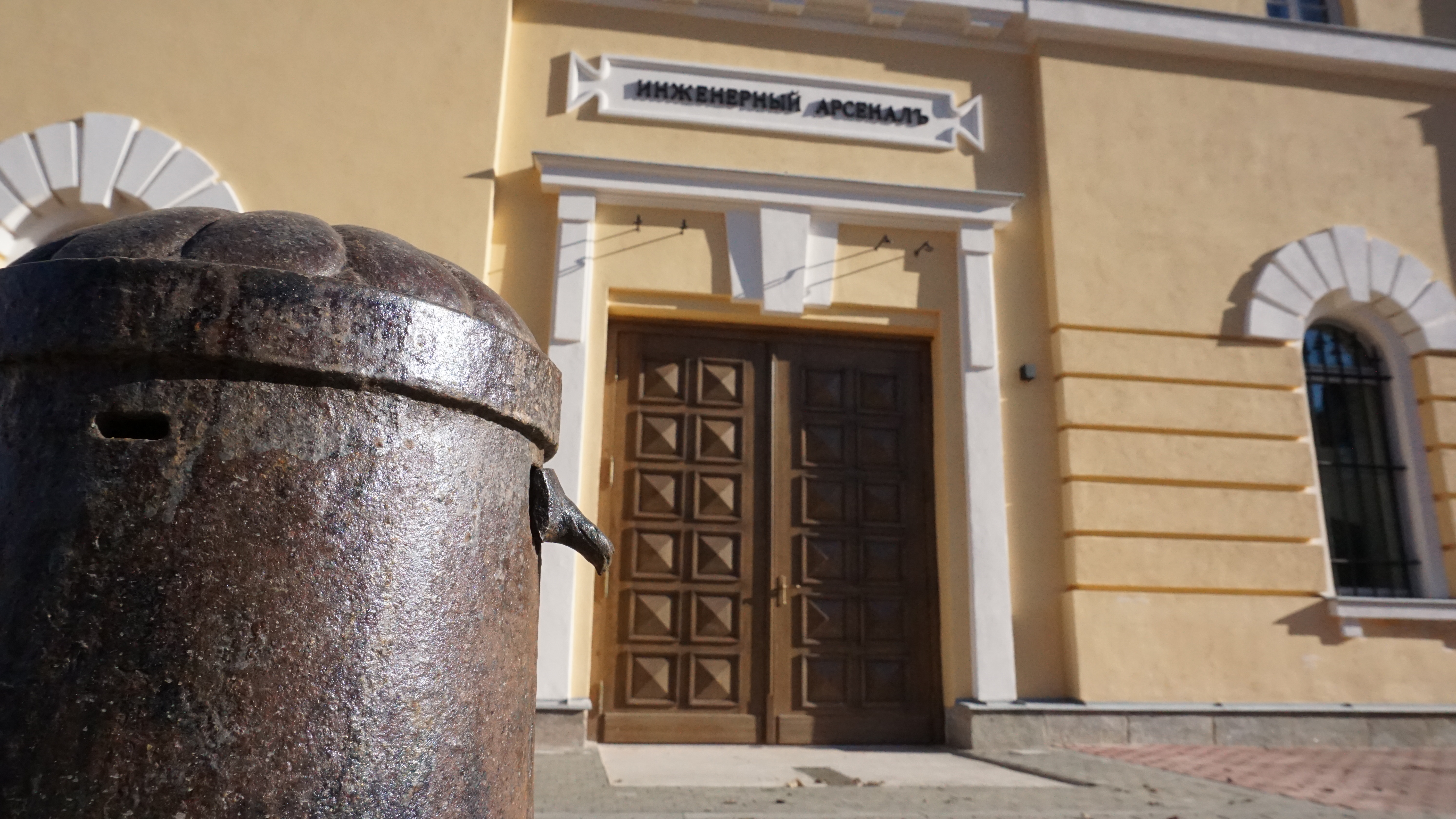

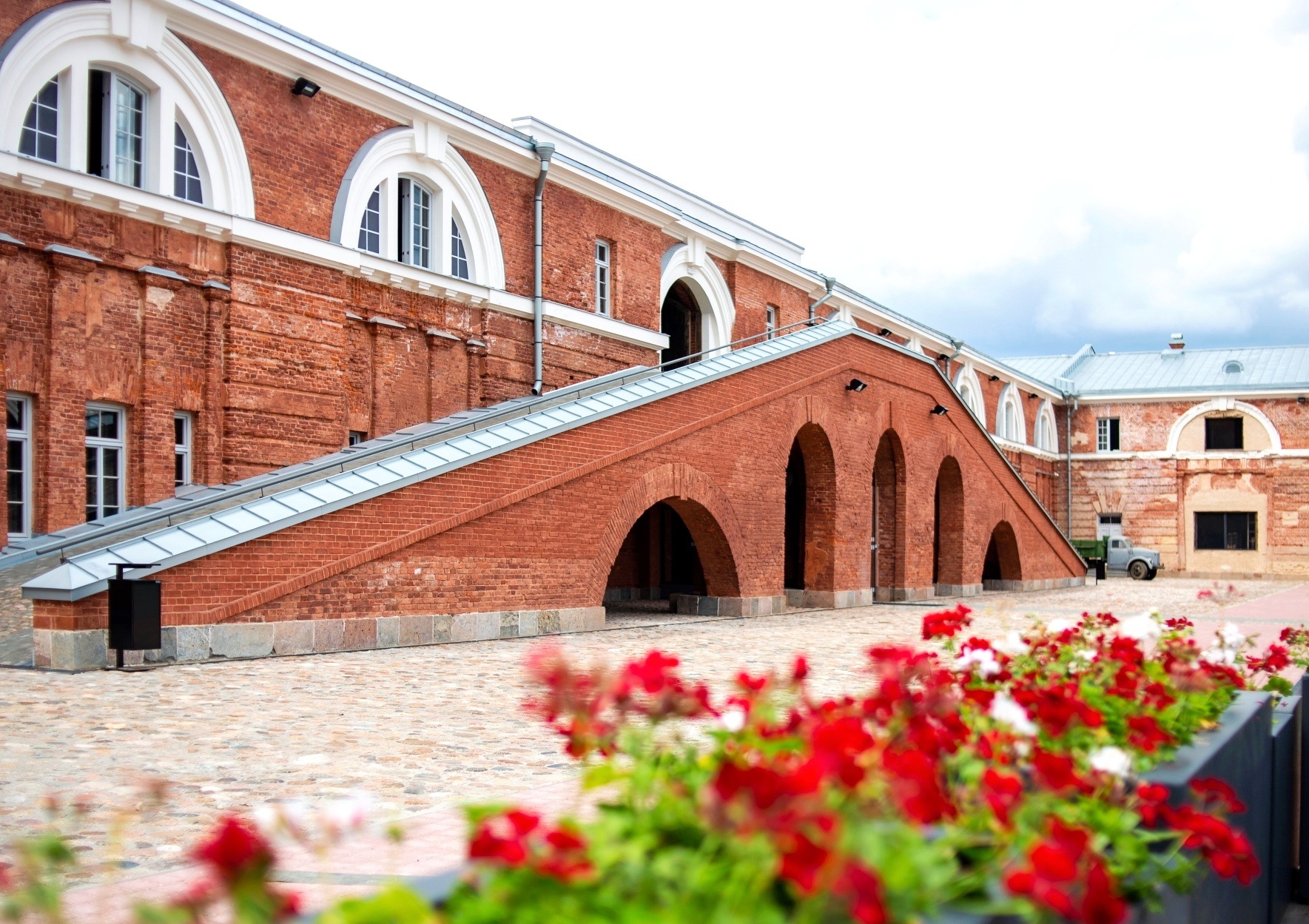

Вид здания до реставрации:
Вид здания после реставрации: